# Илияс Византис
Илияс Кехаяс – Византис (на гръцки: Ηλίας Κεχαγιάς – Βυζάντης) е гръцки художник.

## Биография
Роден е в 1910 година в гръцко семейство в Цариград, Османската империя, и затова носи прякора Византис, тоест Цариградчанин. В 1922 година се установява със семейството си в Лерин. Член-основател е на Просветното дружество „Аристотел“ и активен член на художествения отдел през 40-те години. В 1932 година създава художествена работилница, в която се обучават по-късните художници на Лерин. Работата му включва както рисуване, така и създаване на лога. Византис рисува и стенописи с религиозна тематика. Основната му тема са човекът, природата и историята.
Умира в 1980 година.
В Лерин е издигнат негов паметник заедно с Михаил Досиу (1885 – 1974).